# Gertschiola neuquena
Gertschiola neuquena är en spindelart som beskrevs av Huber 2000. Gertschiola neuquena ingår i släktet Gertschiola och familjen dallerspindlar. Inga underarter finns listade i Catalogue of Life.